# T 3000
Il Terminator T-3000 "John Connor" è un cyborg killer appartenente all'arco narrativo fantasy di "Terminator", che ricopre il ruolo di antagonista principale in Terminator Genisys, quinto film della serie, interpretato da Jason Clarke. Nel film, il T-3000 è una versione alternativa della controparte di Skynet (interpretata da Matt Smith) John Connor (anch'egli interpretato da Clarke), creato dopo che Skynet ha infettato questa variante di Connor con la nanotecnologia, cambiando la linea temporale. Il T-3000 serve anche come personalità di riferimento/contrasto per il "Guardiano" (un T-800, riprogrammato dalla resistenza, interpretato da Arnold Schwarzenegger), un protagonista che si presenta simile al T-3000 ma anche all'opposto per molti punti di vista, in particolare sulla dinamica relazionale con Sarah Connor (interpretata da Emilia Clarke) e Kyle Reese (interpretato da Jai Courtney).
Il T-3000 ha la sola missione di proteggere ed assicurare la sopravvivenza di Skynet, intelligenza artificiale con l'obiettivo di sterminare la razza umana con l'ausilio della sua rete di comunicazione globale di macchine. Il T-3000 si descrive come "ne macchina, ne umano"; infatti, risulta essere un cyborg ibrido nanotecnologico. Il produttore David Ellison spiega che il titolo Terminator Genisys "è un riferimento alla Genesi, a sua volta riferimento alla singolarità di un organismo, rispecchiabile nell'ibrido uomo-macchina che John Connor finisce per diventare nel film."

## Storia
vedi anche: John Connor
In un disperato tentativo di assicurarsi la sopravvivenza, l'intelligenza artificiale ribelle Skynet creò un avatar per se stessa, sotto forma di T-5000 (Matt Smith). Questo Terminator ha viaggiato attraverso diverse linee temporali cercando un modo per sconfiggere definitivamente la Resistenza Umana, infiltrandosi infine in essa sotto le vesti di un combattente chiamato Alex. "Alex" è presente tra i soldati quando John Connor e Kyle Reese (Jai Courtney) trovano la macchina del tempo di Skynet alla fine della guerra contro le macchine. Non appena Kyle viene mandato indietro nel tempo per proteggere la madre di John, Sarah Connor (Emilia Clarke), dal Terminator T-800 inviato per ucciderla nel 1984, "Alex" mette in atto il suo piano ed attacca il gruppo. Uccide tutti i soldati a lui vicini e infetta John Connor con delle nanomacchine, trasformandolo in un nuovo ibrido Terminator identificato come T-3000. Sia la trasformazione di John Connor in un Terminator, sia il viaggio di Kyle indietro nel tempo, si mostrano essere gli eventi più influenti nel creare una distorsione nella linea temporale, riscrivendo completamente sia il passato che il futuro.
Il T-3000 è inviato indietro nel tempo nell'anno 2014, con la missione di assistere la Cyberdyne Systems come architetto interno alla compagnia nello sviluppo di un nuovo sistema operativo chiamato Genisys, contemporaneamente allo sviluppo di una tecnologia robotica rivoluzionaria e della tecnologia per il viaggio nel tempo, che sono in realtà la futura macchina del tempo di Skynet e il suo esercito di macchine. Quando Sarah e Kyle arrivano nel 2017, li incontra in un ospedale e li convince di essere realmente John Connor, ma la sua vera natura viene scoperta dal Guardiano (un T-800 riprogrammato interpretato da Schwarzenegger). Il T-3000 ingaggia con il trio una serie di battaglie distruttive prima di essere finalmente distrutto dal Guardiano, intrappolando il suo corpo nel campo di forza del prototipo della macchina del tempo, disintegrandolo. Prima della sua sconfitta, il furioso T-3000 lancia ciò che resta del endoscheletro del Guardiano in una vasca piena di lega mimetica di metallo liquidi, convertendo inavvertitamente il Guardiano in un androide nanotecnologico con abilità simili a quelle del T-1000, salvandogli la vita.
Il Guardiano spiega, durante il corso del film, che prima della fine della guerra tra la Resistenza e Skynet, quest'ultima tentò di ricreare alcuni T-3000, ma i soggetti umani non ressero il trattamento, si ammalarono, e morirono; John Connor è quindi l'unico soggetto conosciuto a sopravvivere al trattamento con una mente ragionevolmente intatta, anche se da allora dimostri lealtà a Skynet voltandosi contro gli umani precedentemente suoi alleati.

## Design
La rappresentazione cinematografica del T-3000 è realizzata dalla compagnia d'effetti speciali inglese Double Negative. Le sue scene sono create combinando le riprese di Jason Clarke sul set, animazioni per fotogrammi e motion capture. Il supervisor Peter Bebb ha affermato che la compagnia ha tentato di disegnare il T-3000 come lo avrebbe fatto un computer, focalizzando in particolare su design ed efficienza in battaglia, seguendo il concetto "forma mirata alla funzione". Considerando che si tratta di un Terminator derivato da un organismo umano, il risultato è "un puro robot mascherato in una struttura flessibile simile alla carne", mantenendo quindi aspetto e forma generalmente umani. Le sue cellule nanomeccaniche sono pensate per ricordare il materiale dei velivoli stealth, con un risultato descritto come "più opaco che metallico", ricordando quindi una specie di lega carbo-ceramica leggermente iridescente.

## Abilità
Il Guardiano identifica il T-3000 con l'aspetto e i ricordi di John come composto di materia con fasatura meccanica (essenzialmante, materia programmabile) tenuta insieme da un campo magnetico. A causa di ciò, le abilità del T-3000 superano largamente quelle del T-1000 e tutti gli altri modelli di Terminator. Ha l'abilità di mutare forma a una velocità superiore rispetto ai Terminator dotati di lega metallica liquida, anche se quest'abilità rimane ancora limitata dalla complessità e dalla differenza di massa della cosa/persona da replicare; Le sue abilità di trasformazione sono tali da permettergli di dissolversi nella sua forma di base mentre precipita a capofitto, ri-orientarsi per l'atterraggio e ritornare alla sua forma normale nel tempo necessario a rialzarsi in piedi. Allo stesso modo, è capace di rigenerarsi da praticamente qualunque danno in pochi attimi. A differenza dei precedenti Terminator, il T-3000 si trasforma e rigenera "per strati", iniziando dalla sua struttura ossea, quindi tessuti muscolari, pelle e vestiti. Ognuno di questi strati può ripararsi indipendentemente dagli altri, come viene mostrato quando John Connor aggiunge pelle e rimuove contemporaneamente la sua cicatrice facciale nel film. Questi aspetti, combinati con la capacità del cyborg di accedere alla memoria e i ricordi dell'ospite, ottenendone oltretutto personalità, tratti comportamentali, e alcuni livelli di emozioni, il T-3000 può facilmente convincere anche le persone che ben conoscono le tattiche dei Terminator che egli sia attualmente umano, anche se è una macchina con la capacità di pensare come un umano (vedere Test di Turing). Questo lo rende notevolmente efficace nell'infiltrazione rispetto agli altri Terminator. Sembra conservare l'abilità di infettare altri esseri umani e creare così altri T-3000, in quanto propone questa offerta a Sarah Connor e Kyle Reese in Terminator Genisys. La trasformazione, descritta come una sostituzione della materia che compone il corpo delle vittime a livello cellulare, non può essere invertita.
Nonostante sia un nemico formidabile, il T-3000 non è invulnerabile. Poiché infatti le sue abilità sono principalmente collegate al suo campo magnetico, è particolarmente suscettibile ad attacchi che distruggano il suddetto campo. Anche un debole fenomeno magnetico esterno è infatti capace di disturbare o annullare le abilità di mutaforma e rigenerazione del T-3000, influendo sulle sue possibilità di manipolare le sue stesse particelle. Un campo magnetico sufficientemente forte sembra capace di trattenere brevemente il T-3000 al suo interno e, se il suo corpo è esposto ad un campo ulteriormente più forte per un tempo decisamente più sostenuto, il cyborg potrebbe esserne disintegrato e distrutto. La Materia con fasatura meccanica è anche vulnerabile ai laser usati per manipolare la lega metallica liquida usati nella costruzione dei T-1000. Se colpito da questo laser, il T-3000 potrebbe subire un danno talmente grave da rendere i suoi strati più esterni irrimediabilmente compromessi, costringendolo ad abbandonare le sue sembianze umane e usare il suo vero aspetto di macchina. Il T-3000 rimane ancora sensibile ad alcuni tipi di danno fisico e dolore, qualora fosse ad esempio colpito da un colpo di proiettile, e inoltre il suo dolore può aumentare qualora sia sotto effetto di forze magnetiche. Sembra inoltre provare dolore e impedimento dei movimenti qualora venga colpito da corrente elettrica. D'altronde, questi ultimi effetti risultano essere temporanei a causa delle sue abilità di rigenerazione, che lo conservano fino a che possa trovare un modo per liberarsi dal flusso di corrente.